# Монти Комунали (Виченца)
Монти Комунали је насеље у Италији у округу Виченца, региону Венето.
Према процени из 2011. у насељу је живело 29 становника. Насеље се налази на надморској висини од 178 м.